# 美丽的南方 (电视剧)
《美丽的南方》是根据作家陆地的同名小说改编而成的电视剧。该剧是广西电视台为庆祝广西壮族自治区成立50周年而拍摄，2008年4月29日在南宁市举行开机仪式，5月2日在昭平县黄姚古镇景区内的宝珠观正式拍摄。本剧展现了不少广西贺州著名山水风光。12月8日在广西电视台影视频道黄金强档播出。

## 简介
1950年代，燕京音乐学院的女高材生林晓霞、青年画家陈启明等一批师生来到广西支援边疆建设。在广西，他们与当地干部群众及敌对分子的种种纠葛。

## 演员
- 李　曼 饰 林晓霞
- 马　强 饰 刘　勇
- 严晓频 饰 欧阳玲
- 王予嘉 饰 何家珍
- 朱晓渔 饰 覃　雄
- 罗　晋 饰 陈启明